# ارسلان‌شاه یکم (سلجوقیان کرمان)
محی‌الاسلام و المسلمین ارسلان‌شاه، ششمین حاکم قاوردی کرمان و پسر کرمان‌شاه است که در سال ۴۹۵ هجری پس از قتل ایران‌شاه به قدرت رسید. در دوران حکومت طولانی وی، اوضاع کرمان و منطقه رو به سامان رفت و درگیری‌ها با سلجوقیان بزرگ و همچنین درگیری‌ها با اتابکان یزد نیز با وصلت خانوادگی پایانی یافت.